# GOLGA3
GOLGA3‏ (Golgin A3) هوَ بروتين يُشَفر بواسطة جين GOLGA3 في الإنسان.